# Ligue de football des Pays de la Loire
La Ligue de football des Pays de la Loire est un organe fédéral dépendant de la Fédération française de football créé en 2016 et chargé d'organiser les compétitions de football au niveau de la région Pays de la Loire.
Conséquence de la réforme territoriale des régions, le ministère de la Jeunesse et des Sports impose à la FFF de calquer l'échelon des Ligues de football sur la définition des nouvelles régions. C'est ainsi que naît la Ligue des Pays de la Loire, issue de la fusion de la Ligue atlantique et de la Ligue du Maine.
La LFPL compte actuellement cinq districts calqués sur les départements de la Loire-Atlantique, de Maine-et-Loire, de la Vendée, de la Sarthe et de la Mayenne.

## Histoire
La Ligue de football des Pays de la Loire est née de la fusion de la Ligue atlantique et de la Ligue du Maine en 2016. La fusion commence lors de la saison 2017-2018, mais les championnats restent encore répartis sur les deux anciens territoires du Maine et de l'Atlantique. C'est seulement lors de la saison 2018-2019 que se déroulent les premiers championnats mélangeant les deux anciens territoires. 

## Palmarès

### Domination régionale
Club le mieux classé en division nationale depuis la saison 2017-2018.

### Palmarès régional
| Saison    | Compétitions masculines     | Compétitions masculines                                           | Compétitions masculines    | Compétitions féminines | Compétitions féminines     |
| Saison    | National 3                  | Régional 1                                                        | Coupe des Pays de la Loire | Régional 1             | Coupe des Pays de la Loire |
| --------- | --------------------------- | ----------------------------------------------------------------- | -------------------------- | ---------------------- | -------------------------- |
| 2017-2018 | FC Nantes rés.              | Saint-Nazaire AF (gr. Atlantique)Le Mans FC rés. (gr. Maine)      | Fontenay-le-Comte VF       | Orvault SF             | Orvault SF                 |
| 2018-2019 | Angers SCO rés.             | Pouzauges Bocage FC (gr. A)US Changé (gr. B)                      | Sablé FC                   | -                      | Orvault SF                 |
| 2019-2020 | Voltigeurs de Châteaubriant | Le Poiré-sur-Vie VF (gr. A)US Saint-Philbert-de-Grandlieu (gr. B) | -                          | -                      | -                          |

## Football masculin
| \| Légende : Ligue 1 Ligue 2 National National 2 Angers SCO FC Nantes Le Mans FC Stade lavallois SO Cholet Les Herbiers VF Voltigeurs de Châteaubriant \| Clubs évoluant dans des divisions nationales. |
| Légende : Ligue 1 Ligue 2 National National 2 Angers SCO FC Nantes Le Mans FC Stade lavallois SO Cholet Les Herbiers VF Voltigeurs de Châteaubriant                                                     |

Seulement six clubs et deux équipes réserves de la région évoluent à un niveau national lors de la saison 2020-2021.
Le Angers SCO et le FC Nantes évoluent en Ligue 1 respectivement pour la septième et neuvième saison consécutives, après avoir terminé aux 13e et 18e places du classement la saison passée.
Le Mans FC, le SO Cholet et le Stade lavallois MFC évoluent en National respectivement pour la deuxième, quatrième et quatrième saison consécutive, après avoir terminé aux 4e, 8e et 12e places du classement la saison passée.
Les Herbiers VF, l'équipe réserve du FC Nantes, et l'équipe réserve d'Angers SCO entament respectivement leur quatrième, quatrième et troisième saison consécutive en National 2 et sont rejoints par les Voltigeurs de Châteaubriant, sacrés champions de National 3 Pays de la Loire en 2020.